# WCW Thunder
Thunder è stato un programma televisivo di wrestling prodotto dalla World Championship Wrestling (WCW) e trasmesso dalla Turner Broadcasting System (TBS) dall'8 gennaio 1998 al 21 marzo 2001.
Il successo del programma principale Monday Nitro su TNT portò Ted Turner a crearne un nuovo intitolato Thunder, che sarebbe stato mandato in onda ogni giovedì sulla TBS.
Il vicepresidente esecutivo della WCW Eric Bischoff era inizialmente riluttante a produrre un altro programma, ma poi si convinse. Il primo incontro tenuto a Thunder fu fra l'ex atleta della World Class Championship Wrestling (WCCW) Chris Adams e Randy Savage, che fu attaccato da Lex Luger e quindi sconfitto da Adams. I diritti del programma appartengono alla WWE, che acquisì la WCW nel marzo 2001.